# لوبیچوو
لوبیچوو (به لاتین: Lubiczów) یک روستا در لهستان است که در Gmina Stare Babice واقع شده‌است. لوبیچوو ۷۸ نفر جمعیت دارد.